# 雷震洲
雷震洲（1942年—），男，汉族，中国通信专家，曾任工业和信息化部电信研究院科技委副主任委员、总工程师，第十一届全国政协委员。

## 生平
2008年，当选第十一届全国政协委员，代表科学技术界，分入第三十一组。